# Yasmin Kwadwo
Yasmin Kwadwo (née le 9 novembre 1990 à Recklinghausen) est une athlète allemande, spécialiste des épreuves de sprint.

## Carrière
Elle se révèle lors des Championnats d'Europe juniors de 2009 en remportant les titres du 100 mètres et du relais 4 × 100 mètres.
En 2011, Yasmin Kwadwo s'adjuge son premier titre national en s'imposant sur 60 mètres lors des Championnats d'Allemagne en salle. Fin mai à Weinheim, elle porte son record personnel sur 100 m à 11 s 29.
Présente aux Championnats d'Europe en salle 2021, elle est disqualifiée lors des séries du 60 m pour faux départ.

## Palmarès
| Date | Compétition                       | Lieu        | Résultat | Épreuve   | Temps   |
| ---- | --------------------------------- | ----------- | -------- | --------- | ------- |
| 2009 | Championnats d'Europe juniors     | Novi Sad    | 1re      | 100 m     |         |
| 2009 | Championnats d'Europe juniors     | Novi Sad    | 1re      | 4 × 100 m |         |
| 2014 | Relais mondiaux de l'IAAF         | Nassau      | 6e       | 4 × 100 m | 43 s 37 |
| 2015 | Championnats d'Europe par équipes | Tcheboksary | 3e       | 4 x 100 m | 43 s 21 |
| 2019 | Championnats du monde             | Doha        | 5e       | 4 x 100 m | 42 s 48 |

## Records
| Épreuve | Performance | Lieu     | Date        |
| ------- | ----------- | -------- | ----------- |
| 100 m   | 11 s 29     | Weinheim | 28 mai 2011 |